# Фальке, Густав
Густав Фальке (нем. Gustav Falke; 11 января 1853, Любек — 8 февраля 1916, Гамбург) — немецкий писатель

 и поэт.

## Биография
Густав Фальке родился в городе Любеке. Его дядями по отцу были историки Якоб и Иоганнес Фальке. Ему принадлежат сборники стихотворений «Mynheer der Tod» (1892); «Tanz und Andacht» (1893); «Zwischen zwei Nächten» (1894); «Neue Fahrt» (1897); «Mit dem Leben» (1899); «Hohe Sommertage» (1902).
Являясь в иных отношениях последователем Гёте и Байрона, а также поэта новейшей эпохи, Лилиенкрона, Фальке всё же остался самобытным поэтом. Он принадлежит к числу тех писателей, у которых типично немецкий элемент выступает особенно рельефно. Он стоит в стороне от новых течений в области литературы и не сочувствует им; у него нет ничего болезненного, утончённого, нервного, туманного; не претендует он и на роль поэта-мыслителя, затрагивающего мировые вопросы.
Искренняя, одушевлённая гуманным чувством мечтательная лирика, иногда соединяющаяся с юмором, часто воссоздающая красоту природы или переносящая читателя в мир фантазии, — вот настоящая сфера Фальке. Ему принадлежат ещё повести из гамбургской жизни: «Aus dem Durchschnitt» и «Landen und Stranden» (1892—1896; обе навеяны натурализмом, влиянию которого поддавался и Фальке), роман «Der Mann im Nebel» (1899), сборник сказок «Aus Muckimacks Reich» и комедия «Putzi» (1902).
В 1903 году он работал на кёльнского производителя шоколада Людвига Штолльверка, сочиняя тексты для коллекционных картинок. Среди других авторов были поэтесса Анна Нун-Риттер, поэт «Т. Реза» (Греэ Тереза), зоолог Пауль Мачи, Ганс Эшельбах, журналист Юлиус Роденбург, писатель Йозеф фон Лауфф и поэт Карл Герман Буссе.